# Cozmești (Iași)
Cozmeşti es una comuna ubicada en el distrito de Iași, Rumania.

## Superficie
Cuenta con una superficie de 41,14 kilómetros cuadrados.

## Demografía
Hasta 2021 la población era de 2285 habitantes, con una densidad de población de 55,54 habitantes por kilómetro cuadrado.